# Silvia Garza Galván
Silvia Garza Galván (Monclova, 5 de julio de 1962) es una política mexicana, miembro del Partido Acción Nacional. Actualmente es Senadora de la República. Es reconocida por ser la primera mujer coahuilense en ocupar dicho cargo público vía mayoría relativa.

## Formación
Es Licenciada en Biología por la Universidad Autónoma de Nuevo León.

## Trayectoria Política
Empezó como maestra de química de La Salle de Monclova en 1994.
Después como Directora de Ecología de Monclova en 1997.
En 2003 fue coordinadora de la Secretaría del Medio Ambiente y Recursos Naturales en la Zona Centro de Coahuila.
Se desempeñó como diputada local en el Congreso del Estado de Coahuila durante la LVII Legislatura de 2006 a 2009.
Durante 2008 a 2011 se desempeñó como Delegada de la Procuraduría Federal de Protección al Ambiente en Coahuila., al mismo tiempo fue miembro del Consejo Consultivo para el Desarrollo Sustentable-Región Noreste de la SEMARNAT.
Fue nombrada el 3 de marzo de 2018 como coordinadora de medio ambiente en la campaña de Ricardo Anaya Cortés, candidato a la Presidencia de la República de la coalición "Por México al Frente".

## Senadora de la República
Desde 2012 es Senadora de la República presidiendo la Comisión del Cambio Climático desde que inició su mandato.
También ha sido secretaria de la Comisión de Recursos Hidráulicos y de la Comisión del Medio Ambiente y Recursos Naturales.